# فیستی (کنتاکی)
فیستی (به انگلیسی: Fisty) یک منطقهٔ مسکونی در ایالات متحده آمریکا است که در شهرستان نات، کنتاکی واقع شده‌است. فیستی ۲۷۴٫۹۳ متر بالاتر از سطح دریا واقع شده‌است.